# Wagimo slugeri
Wagimo slugeri är en fjärilsart som beskrevs av Charles Oberthür 1908. Wagimo slugeri ingår i släktet Wagimo och familjen juvelvingar. Inga underarter finns listade i Catalogue of Life.